# Jean-Christophe Bailly
Jean-Christophe Bailly (3 de maig de 1949, París, França) és un escriptor, poeta i dramaturg francès.

## Biografia
Molt aviat Jean-Christophe Bailly va decidir de consagrar-se a l'escriptura. Proper al surrealisme quan entrà en el món literari, de mica en mica se n'ha anat allunyant. El seu pensament constitueix la continuïtat moderna d'algunes idees del romanticisme alemany: la idea d'un sentit sense fronteres i amb formes mòbils, en l'esperit del que Novalis anomenava l'Enciclopèdia.
Va fundar i dirigir les revistes Fi de segle (amb Serge Sautreau) del 1974 al 1976 i Aléa del 1981 al 1989. També va dirigir les col·leccions "Détroits" a l'editorial Christian Bourgois amb Michel Deutsch i Philippe Lacoue-Labarthe i "35-37" a Hazan.

## Obra

### Assaigs
- Célébration de la boule, Le Jas-du-Revest-Saint-Martin, Robert Morel, 1968, fascicle (47 p.)
- Au-delà du langage : essai sur Benjamin Péret, París, Éric Losfeld, 1971
- Jean-Pierre Duprey, París, Seghers, 1973
- La Légende dispersée : Anthologie du romantisme allemand, París, 10/18, 1976 (rééd. París, Bourgois, 2000)
- Wozu ? : à quoi bon des poètes en un temps de manque ? (co-dirigé avec Henri-Alexis Baatsch), París, Le Soleil Noir, 1978
- Le Vingt janvier, París, Bourgois, 1980
- Le Paradis du sens, París, Bourgois, 1989
- L'Atelier bleu, París, La Pionnière, 1990
- La Fin de l'hymne, París, Bourgois, 1991
- La Comparution (politique à venir) (amb Jean-Luc Nancy), París, Bourgois, 1991
- La Ville à l'œuvre, París, Bertoin, 1992 (rééd. Besançon, Éd. de l'Imprimeur, 2000)
- Adieu : essai sur la mort des dieux, La Tour-d'Aigues, Éditions de l'Aube, 1993
- Le Propre du langage, voyages au pays des noms communs, París, Seuil, 1997
- L'Apostrophe muette : essai sur les portraits du Fayoum, Paris, Hazan, 1997 (traduïda al castellà com La llamada muda, Madrid, Akal, 2001)
- Panoramiques, París, Bourgois, 2000
- Le Pays des animots, París, Bayard, 2004
- Le Champ mimétique, París, Seuil, 2005
- Rimbaud parti (avec Jacqueline Salmon), París, Marval, 2006
- Le Versant animal, París, Bayard, 2007
- L'Instant et son ombre, París, Seuil, 2008
- Le Visible est le caché, París, Le Promeneur, 2009
- Le temps fixé, París, Bayard, 2009
- La Véridiction sur Philippe Lacoue-Labarthe, París, Bourgois, 2011

### Poesia
- Les îles de la Sonde, a De la déception pure, manifeste froid (amb Yves Buin, Serge Sautreau, i André Velter), París, 10/18, 1973
- L'Astrolabe dans la passe des Français, París, Seghers, 1973
- Le Gramme des sursauts, París, Éditions étrangères, 1973
- Défaire le vide, París, Éditions étrangères et Bourgois, 1975
- L'Étoilement, Montpellier, Fata Morgana, 1979
- Per modo di vestigio (avec Hervé Bordas), Copal, 1983
- Pluie douce (amb Jan Voss), Marseille, André Dimanche, 1985
- L'Oiseau Nyiro, Ginebra, La Dogana, 1991
- Blanc sur noir, Bordeaux, William Blake and Co., 1999
- Basse continue, París, Seuil, 2000

### Teatre
- Les Céphéides, París, Bourgois, 1983
- Le Régent, París, Bourgois, 1987
- La Medesima strada (amb Gilles Aillaud i K. M. Grüber), París, Bourgois, 1989
- Pandora, París, Bourgois, 1992
- Lumières (amb M. Deutsch, J.-F. Duroure i G. Lavaudant), París, Bourgois, 1995
- El Pelele, París, Bourgois, 2003
- Poursuites, París, Bourgois, 2003
- Villeggiatura (amb Serge Valletti), Nantes, L'Atalante, 2005
- Une nuit à la bibliothèque seguit de Fuochi sparsi, París, Bourgois, 2006